# Autorità di bacino regionale del Friuli Venezia Giulia
L'Autorità di bacino regionale del Friuli-Venezia Giulia è una delle Autorità della Regione Friuli-Venezia Giulia che opera nel settore della difesa del suolo. 
È un ente pubblico economico che gestisce i bacini idrografici della laguna di Marano, laguna di Grado, i torrenti Slizza, Cormor e Corno e il bacino occidentale del fiume Isonzo.
La sede amministrativa è a Palmanova.